# Xylophanes alvarezsierrai
Xylophanes alvarezsierrai là một loài bướm đêm thuộc họ Sphingidae. Nó được tìm thấy ở miền tây Venezuela.
Chiều dài cánh trước khoảng 28 mm. Nó giống với Xylophanes tersa tersa nhưng nhỏ hơn, màu nền cánh trước nâu tối.